# CSS3Menu
CSS3Menu es un software disponible para los sistemas Windows y Mac, de Microsoft y Apple respectivamente.

## Finalidad y usos
El programa es para hacer (con plantillas) y personalizar un menú de navegación, para sitios web

### Licencia de uso comercial
Existe una versión gratuita, que sólo se permite usar en blogs y/o sitios 
sin fines de lucro; pero para el uso comercial se necesita una licencia
que se obtiene comprando la versión de paga.

## Utilidades
- El software permite colocar submenús, y personalizarlo usando plantillas.
- Cambiar redondeado de las esquinas del botón.